# Herwig Gössl
Herwig Gössl, né le 22 février 1967 à Munich (Bavière, Allemagne), est un prélat catholique allemand, archevêque de Bamberg depuis 2023.

## Biographie
Herwig Goessl naît à Munich et grandit à Nuremberg, puis entre au séminaire de Bamberg dès 1986. Il étudie également la théologie et la philosophie à Bamberg et Innsbruck. Il est ordonné prêtre le 26 juin 1993 et exerce son ministère à Bayreuth, Hannberg, Weisendorf et Erlangen. En 2008, il devient chancelier du séminaire de Bamberg et Wurtzbourg.
Le 24 janvier 2014, le pape François le nomme évêque titulaire de Balecium (de) et évêque auxiliaire de Bamberg. Il est consacré évêque le 15 mars 2014 par Ludwig Schick. Ses co-consécrateurs sont Karl Braun et Werner Radspieler.
Le 9 décembre 2023, il est nommé archevêque de Bamberg.